# Liste der Stolpersteine in Bedburg
Die Liste der Stolpersteine in Bedburg enthält Stolpersteine, die im Rahmen des gleichnamigen Kunst-Projekts von Gunter Demnig in Bedburg verlegt wurden. Mit ihnen soll an die Opfer des Nationalsozialismus erinnert werden, die in Bedburg lebten und wirkten.

## Liste der Stolpersteine
| Bild | Inschrift, Person                                                                                     | Adresse                       | Verlegedatum  | Anmerkung |
| --- | --- | ----------------------------- | ------------- | --- |
| Bild gesucht Der Benutzer GeorgDerReisende ( Diskussion ) wünscht sich an dieser Stelle ein Bild vom Ort mit diesen Koordinaten 50.99737 6.57762 . Motiv: Stolpersteine für Familien Hirsch und Levy, ungefähr hier Falls du dabei helfen möchtest, erklärt die Anleitung , wie das geht. BW | Hier lebte Max Hirsch Jg. 1869 deportiert 1942 Theresienstadt ermordet 4.2.1944                       | Hundsgasse 5 ·                | 12. Sep. 2018 | |
| | Hier lebte Rosa Hirsch geb. Weinberg Jg. 1869 deportiert 1942 Theresienstadt 1944 Auschwitz ermordet  | Hundsgasse 5 ·                | 12. Sep. 2018 | |
| | Hier lebte Erich Hirsch Jg. 1912 deportiert 1942 Minsk ermordet in Maly Trostinec                     | Hundsgasse 5 ·                | 12. Sep. 2018 | |
| | Hier lebte Reha Hirsch Jg. 1940 deportiert 1942 Minsk ermordet in Maly Trostinec                      | Hundsgasse 5 ·                | 12. Sep. 2018 | |
| | Hier lebte Ilse Hirsch geb. Hellebrandt Jg. 1918 deportiert 1942 Minsk ermordet in Maly Trostinec     | Hundsgasse 5 ·                | 12. Sep. 2018 | |
| | Hier lebte Regina Levy Jg. 1927 deportiert 1942 Schicksal unbekannt                                   | Hundsgasse 5 ·                | 12. Sep. 2018 | |
| | Hier lebte Klara Levy geb. Winter Jg. 1895 deportiert 1942 Schicksal unbekannt                        | Hundsgasse 5 ·                | 12. Sep. 2018 | |
| | Hier lebte Anna 'Anze' Levy Jg. 1933 deportiert 1942 Schicksal unbekannt                              | Hundsgasse 5 ·                | 12. Sep. 2018 | |
| Bild gesucht Der Benutzer GeorgDerReisende ( Diskussion ) wünscht sich an dieser Stelle ein Bild vom Ort mit diesen Koordinaten 50.99303 6.57411 . Motiv: Stolpersteine für Ruth Levy und Familie Tobias Falls du dabei helfen möchtest, erklärt die Anleitung , wie das geht. BW            | Hier lebte Ilse Tobias Jg. 1907 deportiert 1942 Theresienstadt ermordet 14.12.1942                    | Lindenstraße 6 ·              | 12. Sep. 2018 | |
| | Hier lebte Emilie 'Emmy' Tobias geb. Frank Jg. 1876 deportiert 1942 Theresienstadt ermordet 29.9.1942 | Lindenstraße 6 ·              | 12. Sep. 2018 | |
| | Hier lebte Anny Frank-Tobias Jg. 1913 deportiert 1942 Theresienstadt 1944 Auschwitz ermordet          | Lindenstraße 6 ·              | 12. Sep. 2018 | |
| | Hier lebte Ruth Levy Jg. 1926 deportiert 1942 Schicksal unbekannt                                     | Lindenstraße 6 ·              | 12. Sep. 2018 | |
| Bild gesucht Der Benutzer GeorgDerReisende ( Diskussion ) wünscht sich an dieser Stelle ein Bild vom Ort mit diesen Koordinaten 50.99219 6.5723 . Motiv: Stolpersteine für Luise und Mathias Höflich Falls du dabei helfen möchtest, erklärt die Anleitung , wie das geht. BW                | Hier wohnte Luise Höflich geb. Voss Jg. 1856 deportiert 1942 Theresienstadt ermordet 8.10.1942        | Lindenstraße 28 ·             | 2. Feb. 2017  | |
| | Hier wohnte Mathias Höflich Jg. 1859 deportiert 1942 Theresienstadt ermordet 14.10.1942               | Lindenstraße 28 ·             | 2. Feb. 2017  | |
| Bild gesucht Der Benutzer GeorgDerReisende ( Diskussion ) wünscht sich an dieser Stelle ein Bild vom Ort mit diesen Koordinaten 50.99249 6.57319 . Motiv: Stolperstein für Robert Marx Falls du dabei helfen möchtest, erklärt die Anleitung , wie das geht. BW                              | Hier wohnte Robert Marx Jg. 1912 Flucht 1934 Palästina                                                | Lindenstraße 34 ·             | 2. Feb. 2017  | Robert Marx wurde 1912 als Sohn von Marx Marx und Frieda Marx, geb. Goldberg in Bedburg geboren, er heiratete Miriam Antoinette Falkenstein. Miriam und Robert konnten 1934 (strittig: Es wird auch das Jahr 1937 genannt) nach Palästina fliehen, Robert verstarb 1986 in Israel. In Jüchen wurde ein weiterer Stolperstein für Robert verlegt. |
| Bild gesucht Der Benutzer GeorgDerReisende ( Diskussion ) wünscht sich an dieser Stelle ein Bild vom Ort mit diesen Koordinaten 51.00381 6.48728 . Motiv: Stolpersteine für Familie Stern Falls du dabei helfen möchtest, erklärt die Anleitung , wie das geht. BW                           | Edith Stern                                                                                           | Zaunstraße 32 (Kirchherten) · | 5. Feb. 2010  | |
| | Else Stern                                                                                            | Zaunstraße 32 (Kirchherten) · | 5. Feb. 2010  | |
| | Emil Stern                                                                                            | Zaunstraße 32 (Kirchherten) · | 5. Feb. 2010  | |
| | Herbert Stern                                                                                         | Zaunstraße 32 (Kirchherten) · | 5. Feb. 2010  | |
| | Gustav Stern                                                                                          | Zaunstraße 32 (Kirchherten) · | 5. Feb. 2010  | |
| | Leo Stern                                                                                             | Zaunstraße 32 (Kirchherten) · | 5. Feb. 2010  | |
| | Selma Stern                                                                                           | Zaunstraße 32 (Kirchherten) · | 5. Feb. 2010  | |